# André Zirnheld
Pour les articles homonymes, voir Zirnheld.
André Zirnheld, né le 7 mars 1913 et mort le 27 juillet 1942, est un militaire des forces françaises libres, membre du Special Air Service pendant la Seconde Guerre mondiale.
Compagnon de la Libération, premier officier parachutiste français tué au combat, il est l'auteur de la Prière du para, écrite en 1938. 

## Biographie

### La jeunesse
André Louis Arthur Zirnheld est né à Paris le 7 mars 1913 dans une famille catholique d'origine alsacienne. Son oncle est Jules Zirnheld, un syndicaliste français, l'un des fondateurs de la Confédération française des travailleurs chrétiens qu'il préside ensuite et qui a aussi présidé la Confédération internationale des syndicats chrétiens.
Durant sa jeunesse, il est scout à la 26e troupe Scout de France de Paris, puis routier et chef louvetier.
Il est élève au Pensionnat catholique diocésain de Passy mais en est renvoyé durant l'année de terminale et doit alors passer son bac en candidat libre. Il est licencié et diplômé d'études supérieures de philosophie, et nommé en 1937 professeur de philosophie au lycée Carnot de Tunis. En octobre 1938, il est affecté comme professeur au Collège de la Mission laïque française à Tartous (Syrie).

### La guerre
Au déclenchement de la Seconde Guerre mondiale, André Zirnheld est affecté dans une batterie de DCA au Liban. Zirnheld est volontaire pour aller combattre en métropole mais l'armistice du 22 juin 1940 est signé avant. Il rejoint alors la France libre en passant en Palestine britannique. Il est condamné pour désertion par un tribunal militaire français, qui confisque tous ses biens.
Zirnheld est affecté comme soldat au 1er bataillon d'infanterie de marine, avec lequel il participe, comme sergent-chef, au premier combat d'une unité FFL à Sidi-Barani le 6 septembre 1940, contre l'armée italienne. En janvier 1941, en raison de ses diplômes, Zirnheld est retiré du front et nommé directeur-adjoint du service d'information et de propagande au Caire. Bien qu'il s'intéresse beaucoup à son travail, Zirnheld demande rapidement à être envoyé au front. Il s'inscrit au stage d'élève-officier à l'École des aspirants de Brazzaville, en juin 1941, d'où il sort cinquième fin 1941.

#### Les SAS
De retour au Proche-Orient en février 1942, Zirnheld se porte volontaire pour une unité commando parachutiste repassée récemment sous l’autorité de l’armée de l’air avec l’appellation de 1re compagnie de chasseurs parachutistes (1re CCP) et intégrée comme french squadron au Special Air Service. Il est sous les ordres du capitaine Georges Bergé puis, après la capture de celui-ci, sous les ordres du capitaine Augustin Jordan.
Lors de sa première mission, Zirnheld commande une équipe de quatre hommes qui effectue un raid sur l'aérodrome Berka-3 le 12 juin 1942, détruisant six avions ennemis au sol. Il reçoit alors, comme tout SAS après sa première mission, l'insigne des ailes opérationnelles SAS ou « ailes égyptiennes ». Ses missions suivantes seront le sabotage d'une voie de chemin de fer, puis une attaque de véhicules et le rapatriement de prisonniers de la Luftwaffe. Il est ensuite proposé pour la Croix de guerre et la Military Cross.

#### La dernière mission
La quatrième mission de Zirnheld est un raid sur la grande base aérienne allemande de Sidi-Haneish, près de Marsa Matruh, en Égypte. Ce raid est effectué dans la nuit du 26 au 27 juillet 1942 par dix-huit jeeps armées conduites par des SAS britanniques et français. En quelques minutes, les jeeps, en formation de V inversé, parcourent la longueur de la piste en mitraillant les avions garés. Trente-sept bombardiers et avions de transport sont détruits, pour la perte d'un SAS britannique tué sur l'aérodrome (Lance Bombardier John Robson).
Pendant le retour, la jeep de Zirnheld a une crevaison. Une des autres jeeps, à bord de laquelle se trouve l'aspirant François Martin, vient à son secours, pendant que le reste de la formation continue sa route. Les deux jeeps réparent, reprennent la route, puis les pneus crèvent une seconde fois. Lorsque le soleil se lève, les jeeps s'arrêtent et tentent de se camoufler. Trois heures après, une formation de quatre bombardiers allemands Junkers Ju 87 « Stuka » les repère et les mitraille.
À leur second passage, Zirnheld est touché, d'abord à l'épaule, puis à l'abdomen. Le groupe repart en jeep, avant de se cacher dans un oued, Zirnheld souffrant trop pour supporter davantage le transport. Il meurt vers 13 heures. Martin le fait enterrer sur place avec les honneurs militaires ; une croix sommaire formée de deux planches à caisse est érigée sur sa tombe avec cette inscription : « Aspirant André Zirnheld, mort pour la France le 27 juillet 1942 ».
Un peu avant sa mort, il dit à François Martin : « Je vais vous quitter. Tout est en ordre en moi. », et lui demande de s'occuper des papiers et livres dans son barda. C'est Martin qui aurait découvert le carnet de Zirnheld dans lequel celui-ci a écrit en 1938 une prière qui va devenir la Prière du para,,.
Un article de Terre Magazine consacré à André Zirnheld a rappelé que son auteur était en revanche moins connu et l'a même appelé « un héros oublié ». Cet article cite André Zirnheld qui a dit un jour : « Je n'ai pas à me plaindre de la guerre. D'elle, je dois apprendre à vivre de n'importe quoi. D'elle, je dois tirer profit, plus grand profit même que de la vie que j'aurais menée sans elle. C'est au contraire la paix, la situation, la carrière qui eussent été artificielles et dangereuses pour mon progrès. Après la guerre, tout le problème sera de découvrir un rythme semblable. »
Zirnheld sera cité à l'ordre de la Libération, avec comme commentaire : « Excellent chef, calme et audacieux. » Une attitude qui convient parfaitement à la devise des SAS, « Who dares wins » (« Qui ose gagne »).
Il est inhumé à Paris dans le cimetière des Batignolles (24e division).

## La Prière du para
Sa prière est devenue au fil du temps l'hymne des troupes parachutistes de l'armée française et de l'armée brésilienne. Le texte, dans sa version chantée, est créé en 1961 et immédiatement adopté comme chant traditionnel par l'école militaire interarmes (E.M.IA.). Beaucoup de soldats disent qu'elle a suscité ou affermi leur vocation.

## Décorations et hommages
- Compagnon de la Libération le 1er mai 1943 à titre posthume[15]
- Médaille militaire à titre posthume
- Croix de guerre 1939-1945 avec 2 palmes
- Médaille de la Résistance française avec rosette par décret du 3 aout 1946[16],[17],[18]
- Il est reconnu « Mort pour la France »[19].
- L'aspirant André Zirneld sera nommé sous-lieutenant à titre posthume, en 1964, afin qu'une promotion de l'EMIA puisse porter son nom
- Le « camp Aspirant Zirnheld » porte son nom, au nord de Pau ; c'est un des trois sites de l'École des troupes aéroportées
- La 4e promotion de l'École militaire interarmes est la « promotion Zirnheld »
- Une place porte son nom dans le 17e arrondissement de Paris depuis juin 2022[20].
- Sa tombe - au cimetière des Batignolles - a été remise à l'honneur à la fin des années 2000.

### Articles liés
- Prière du para
- Histoire des paras
- Special Air Service
- Liste des opérations du SAS
- Activité du Special Air Service durant la Seconde Guerre mondiale